# Salvador Reyes
Salvador Reyes, teljes nevén Salvador Reyes Monteón (Guadalajara, 1936. szeptember 20. – Guadalajara, 2012. december 29.) mexikói válogatott labdarúgó, csatár, később edző.

## Pályafutása
Reyes karrierje legnagyobb részét a Guadalajarában töltötte. A Chivasszal hétszeres bajnok, valamint 1962-ben CONCACAF-BL-győztes, emellett nyert egy mexikói kupát és hat szuperkupát is. A Guadalajara után több csapatban is megfordult rövidebb ideig, valamint egy évig az Egyesült Államokban is légióskodott a Los Angeles Toros csapatában.
A csapattal aratott sikerein kívül Reyes évtizedekig a Chivas legeredményesebb gólszerzője volt 122 találattal, valamint sokáig az utolsó olyan játékos volt, amely a gárda színeiben szerzett gólkirályi címet. Mindkettőt Omar Bravo adta át a múltnak, aki már a 130 gólt is elérte, 2007-ben pedig a mexikói góllövőlistán is az élen végzett.
Búcsúmeccsére évtizedekkel Guadalajarából való távozása és visszavonulása után került sor. 2008-ban, némileg szokatlan módon egy bajnoki keretében zárhatta le kivételes pályafutását, amikor néhány percet játszhatott a találkozó legelején.
A válogatottal három világbajnokságon (1958, 1962, 1966) is részt vehetett.A nemzeti csapatban negyvenkilenc meccse van, melyeken tizennégy gólt szerzett.

## Sikerei, díjai
CD Guadalajara
- CONCACAF-bajnokok ligája (1): 1962
- Mexikói bajnok (7): 1956–57, 1958–59, 1959–60, 1960–61, 1961–62, 1963–64, 1964–65
- Mexikói kupa (1): 1962–63
- Mexikói szuperkupa (6): 1957, 1959, 1960, 1961, 1964, 1965